# Pseudatomoscelis insularis
Pseudatomoscelis insularis är en insektsart som beskrevs av Henry 1991. Pseudatomoscelis insularis ingår i släktet Pseudatomoscelis och familjen ängsskinnbaggar. Inga underarter finns listade i Catalogue of Life.